# تروفيم ليسينكو
تروفيم دينيسوفيتش ليسينكو (29 سبتمبر (أو 17 سبتمبر بالتقويم القديم) 1898 - 20 نوفمبر 1976) مهندس زراعي وعالم أحياء سوفيتي. كان ليسينكو مؤيدًا قويًا للوراثة اللينة، ورفض علم الوراثة المندلية لصالح الأفكار العلمية الزائفة التي سميت الليسينكووية.
في عام 1940 أصبح ليسينكو مديرًا لمعهد علم الوراثة في أكاديمية العلوم التابعة لاتحاد الجمهوريات الاشتراكية السوفيتية، واستخدم نفوذه السياسي وسلطته لقمع الآراء المعارضة وتشويه سمعة منتقديه وتهميشهم وسجنهم، ورفع نظرياته المناهضة للمندلية إلى مفهوم أقرته الدولة.
فُصل العلماء السوفيت الذين رفضوا التخلي عن علم الوراثة من مناصبهم وترِكوا بلا مؤوى وقد سُجن المئات بل والآلاف منهم. حُكم على العديد منهم بالإعدام باعتبارهم أعداء للدولة بما في ذلك عالم النبات نيقولاي فافيلوف. حُظِرت المعارضة العلمية من نظريات ليسينكو عن الوراثة المكتسبة بيئيًا رسميًا في الاتحاد السوفيتي في عام 1948. ونتيجة للليسينكووية والتنظيم الجماعي القسري، تضور 15-30 مليون مواطن سوفيتي وصيني جوعًا حتى الموت في الهولودومور ومجاعة الصين الكبرى.

## حياته ومسيرته المهنية
ولد ابن دينيس وأوكسانا ليسينكو، تروفيم ليسينكو في عائلة فلاحة من أصل أوكراني في كارليفكا، محافظة بولتافا (بولتافا أوبلاست، أوكرانيا) في 29 سبتمبر 1898.
عندما كان ليسينكو شابًا عمل في معهد كييف الزراعي (الآن الجامعة الوطنية للحياة والعلوم البيئية في أوكرانيا) ووجد نفسه مهتمًا بالزراعة، إذ عمل في عدد قليل من المشاريع المختلفة، تضمن أحدها تأثير تغير درجات الحرارة على دورة حياة النباتات. قاده ذلك لاحقًا إلى التفكير في كيفية استخدامه لهذا العمل لتحويل القمح الشتوي إلى قمح ربيعي. ترجم اسم العملية إلى «الارتباع».
لم يكن تحويل القمح الشتوي إلى قمح ربيعي اكتشافًا جديدًا. أجرى نيقولاي فافيلوف تجاربًا علميةً. وكان فافيلوف من دعم ليسينكو في البداية وشجعه على عمله. واجه ليسينكو صعوبة في محاولة زراعة محاصيل مختلفة (مثل البازلاء والقمح)، خلال الشتاء القارس. ومع ذلك، عندما أعلن عن نجاحه، أشادت به صحيفة برافدا السوفيتية لمزاعمه بأنه اكتشف طريقة لتخصيب الحقول دون استخدام الأسمدة أو المعادن، وأظهر أنه يمكن زراعة محصول شتوي من البازلاء في أذربيجان، «ستتحول الحقول القاحلة في منطقة جنوب القوقاز خضراءً في الشتاء، حتى لا تهلك الماشية من سوء التغذية، وسيعيش الفلاح التركي خلال فصل الشتاء دون خوف من الغد».
عمل ليسينكو مع محاصيل قمح مختلفة لمحاولة تحويلها للنمو في مواسم مختلفة. وهناك مجال آخر وجد ليسينكو نفسه مهتمًا به، ألا وهو تأثير الحرارة على نمو النبات. اعتقد أن كل نبات يحتاج إلى كمية محددة من الحرارة طوال حياته. حاول ربط الوقت وكمية الحرارة التي يطلبها نبات معين ليمر عبر مراحل مختلفة من النمو. للحصول على بياناته، نظر في مقدار النمو، وعدد الأيام التي مرت، ودرجة الحرارة في تلك الأيام. في محاولة لتحديد التأثيرات، ارتكب خطأ استنتاجي إحصائي صغير. هذا اتجاه عام يمكن رؤيته في معظم أعماله و«نتائجه» الرئيسية. واجهه ماكسيموف، الذي كان خبيرًا في نمو النباتات الحرارية. لم يتقبل ليسينكو هذا النقد أو غيره. بعد هذه المواجهة، ادعى ليسينكو بوقاحة أن الرياضيات ليس لها مكان في علم الأحياء.
نال بحثه التجريبي في تحسين إنتاجية المحاصيل دعمًا من الزعيم السوفيتي جوزيف ستالين، وخاصة في أعقاب المجاعة وخسارة الإنتاجية نتيجة لتلف المحاصيل والتنظيم الجماعي القسري في العديد من مناطق الاتحاد السوفيتي في أوائل ثلاثينيات القرن العشرين.

## روابط خارجية
- تروفيم ليسينكو على موقع الموسوعة البريطانية (الإنجليزية)
- تروفيم ليسينكو على موقع الموسوعة البريطانية (الإنجليزية)
- تروفيم ليسينكو على موقع مونزينجر (الألمانية)
- تروفيم ليسينكو على موقع إن إن دي بي (الإنجليزية)